# Nguyễn Thị Ngọc Hải
Nguyễn Thị Ngọc Hải (31 tháng 1 năm 1944) là một nhà báo, nhà văn nổi tiếng của Việt Nam. Bà nguyên là Chuyên viên Báo chí của Thành ủy Thành phố Hồ Chí Minh và Giảng viên khoa Quan hệ Công chúng & Truyền thông thuộc Trường Đại học dân lập Văn Lang Thành phố Hồ Chí Minh. Bà là nhà báo đầu tiên và duy nhất đã gặp gỡ và viết một cuốn sách về Phạm Xuân Ẩn, vị thiếu tướng tình báo nổi tiếng của Quân đội Nhân dân Việt Nam, khi ông gần như không được nhắc tới suốt quãng thời gian dài tại Việt Nam kể từ khi Việt Nam thống nhất (27 năm, từ 1975 đến 2002).

## Cuộc đời
Nguyễn Thị Ngọc Hải sinh năm 1944 tại xã Tích Giang, huyện Tùng Thiện, tỉnh Sơn Tây (nay là huyện Phúc Thọ, thành phố Hà Nội). Cha bà là một sĩ quan quân đội mang hàm đại tá, ông nguyên là chỉ huy trưởng quân sự của Thành phố Hải Phòng. Mẹ bà là một nhà giáo, trí thức học trường Pháp nên có thể nói tiếng Pháp như tiếng Việt. Nguyễn Thị Ngọc Hải tốt nghiệp khóa K12 Văn của Trường Đại học Tổng hợp Hà Nội.
Năm 1971, bà Ngọc Hải công tác tại Báo Phụ Nữ Việt Nam, bà làm công việc phóng viên rồi dần đến Tổng thư ký toà soạn báo này. Năm 1987, nhà báo Nguyễn Thị Ngọc Hải chuyển công việc vào Thành phố Hồ Chí Minh. Bà làm chuyên viên cho thành ủy thành phố về công tác báo chí xuất bản.
Bà Hải là Hội viên của Hội Nhà văn Việt Nam, thuộc Hội Nhà văn Thành phố Hồ Chí Minh và là Hội viên Hội Nhà báo Việt Nam, thuộc Hội Nhà báo Thành phố Hồ Chí Minh.

### Gia đình
Gia đình tác giả Nguyễn Thị Ngọc Hải rất mê đọc sách. Theo báo Tiền Phong, trong nhà bà Hải có đến 4 tấn sách. Chồng nhà văn là ông Trần Đình Việt, nhà báo, nguyên giám đốc, tổng biên tập nhà xuất bản tổng hợp TP Hồ Chí Minh. Con trai nhà văn, họa sĩ Trần Hồng Nguyên, thường theo mẹ khi bà đến phỏng vấn Phạm Xuân Ẩn. Anh đã trở thành người duy nhất ký họa chân dung ông tướng tình báo Phạm Xuân Ẩn, và cũng chính con trai nhà văn là người đã thiết kế bìa sách cho tác phẩm nổi tiếng "Tôi chết, bắt đầu một thế giới sống" của bà.

## Tác phẩm
Một số tác phẩm tiêu biểu:
- Ánh sáng cây đèn biển (truyện ngắn) (xuất bản năm 1967)
- Kẻ lãng mạn đi qua (tiểu thuyết) (xuất bản năm 1993)
- Tôi chết, bắt đầu một Thế giới sống (ký sự nhân vật) (xuất bản năm 1997)
- Phạm Xuân ẩn - Tên người như cuộc đời (ký sự nhân vật) (xuất bản năm 2002)
- Trần Quốc Hương - Người chỉ huy tình báo (ký sự nhân vật) (xuất bản năm 2003)
- Những điệp vụ của ký giả Phạm Xuân Ẩn, Nhà xuất bản Trẻ, Thành phố Hồ Chí Minh (xuất bản năm 2004)
- Đại tướng Mai Chí Thọ (ký sự nhân vật) (xuất bản năm 2005)
- Trở về xứ Ka đô (ký sự nhân vật) (xuất bản năm 2011)
- Đời người xuyên Thế kỷ (ký sự nhân vật) (xuất bản năm 2012)
- Chuyện đời Đại sứ (ký sự nhân vật) (xuất bản năm 2014).[1]
- Chuyện nhà tôi – Mẹ già còn ở trên Phây? (2018)[5]
- Con gái thành phố (xuất bản năm 1987)
- Những mối tơ lòng (xuất bản năm 1989)
- Kẻ lãng mạn đi qua (xuất bản năm 1996)
- Mười ngả đường đời (xuất bản năm 1998)[6]

### Phạm Xuân ẩn - Tên người như cuộc đời
Khi vừa tốt nghiệp Đại học Tổng hợp Hà Nội, Nguyễn Thị Ngọc Hải có một số truyện ngắn được khá nhiều tiếng vang khi in chung với một số tác giả khác. Nhưng công việc bà thích hơn đó là làm nghề báo hay phỏng vấn và viết ký sự về các nhân vật "có lý tưởng". Một người bạn đã giới thiệu Nguyễn Thị Ngọc Hải đi tìm hiểu và viết về cuộc đời Phạm Xuân Ẩn, một nhà tình báo, nhà báo nổi tiếng, được phong danh hiệu Anh hùng lực lượng vũ trang thế nhưng sau hàng chục năm thống nhất đất nước vẫn không được biết tới. Lần đầu gặp mặt, Nguyễn Thị Ngọc Hải bị từ chối, phải sau nhiều lần thuyết phục Phạm Xuân Ẩn mới chịu để bà viết về mình.
Nhà văn Ngọc Hải đã vất vả trong hơn 10 năm để tiếp xúc với nhân vật đồng thời đi thu thập, gặp gỡ rất nhiều người để kiểm chứng, xác minh các thông tin về vị tướng tình báo. Bà gặp nhiều khó khăn trong việc tiếp xúc với các tài liệu tình báo có liên quan đến Tướng Ẩn cũng như bị lãnh đạo nhiều lần nhắc nhở không cho tiếp tục công việc vì lý do sợ bí mật tình báo quốc gia bị ảnh hưởng.
Khi bản thảo cuốn sách hoàn thành, chính ông Phạm Xuân Ẩn đọc bản thảo rồi chỉnh sửa địa danh, tên tuổi, lỗi chính tả. Nhưng ông Ẩn không sửa văn phong của người chấp bút. Cả tác giả lẫn nhân vật đều xem cuốn bản thảo như một kỷ niệm, một sự chia sẻ và không nghĩ gì tới việc in ấn. Cho đến một thời gian, một người bạn của tác giả Ngọc Hải bắt gặp tập bản thảo và gửi cho một cuộc thi của Nhà xuất bản Công An Nhân Dân. Kết quả thật bất ngờ khi cuốn sách đã đoạt Giải A trong cuộc thi sáng tác tiểu thuyết, truyện và ký về đề tài "Vì an ninh Tổ quốc và bình yên cuộc sống" và đồng thời cũng đạt luôn Giải A do Bộ Quốc phòng trao tặng vào năm 2002. Từ đó, tên tuổi của vị tướng tình báo Phạm Xuân Ẩn được biết đến rộng khắp.

### Tôi chết, bắt đầu một thế giới sống
Tôi chết bắt đầu một thế giới sống là cuốn sách kể về hành trình đi tìm mộ liệt sĩ của bác sĩ Trần Văn Bản. Tác phẩm mang đậm tính nhân văn nên đã được các nhà báo của Nhật Bản ghi lại thành một bộ phim tư liệu về quá trình đi tìm hài cốt từ lúc khai quật cho đến khi đưa về quê hương của các liệt sĩ. Bộ phim đã tạo tiếng vang lớn ở Nhật Bản. Sau này, một số thanh niên Nhật khi đến Việt Nam, thường ghé qua Hội chữ thập đỏ Quận Tân Bình, chỉ để gặp người bác sĩ trong câu chuyện để hiểu và thấy tận mắt người thật. Có người chỉ muốn ghé để biếu 5 đô la dành dụm, góp tiền mua nhang khói cho các Liệt sĩ... Năm 1997, tác phẩm đoạt giải thưởng của Hội nhà văn Việt nam. năm 2016, một phần tác phẩm này đã được nhà văn Mỹ Lady Borton dịch và đăng trong Tạp chí Consequence của Hoa Kỳ.

## Giải thưởng
- Giải B văn xuôi Hội nhà văn Việt Nam cho cuốn "Tôi chết bắt đầu một thế giới sống năm 1997. (Năm 1997 không có giải A)[2]
- Giải A Cuộc thi sáng tác tiểu thuyết, truyện và ký về đề tài "Vì an ninh Tổ quốc và bình yên cuộc sống" (năm 1999 đến năm 2002)
- Giải A Bộ Quốc phòng cho tác phẩm Phạm Xuân ẩn tên người như cuộc đời năm 2002.[1]

## Đánh giá
- Giáo sư Sử học Hoa Kỳ Larry Berman, tác giả cuốn Điệp viên hoàn hảo nhận xét về Nguyễn Thị Ngọc Hải và cuốn Phạm Xuân Ẩn – Tên người như cuộc đời:

| “ | Cuốn sách của bà đã mở đường cho tất cả chúng tôi...Trong tất cả những người viết về Phạm Xuân Ẩn, bà là người hiểu rõ tính nhân bản của ông ấy hơn ai hết. | ” |

- Giáo sư người Mỹ Thomas Bass - tác giả cuốn sách mới viết về Phạm Xuân Ẩn Điệp viên Z.21 - Kẻ thù tuyệt vời của nước Mỹ:

| “ | Bà Nguyễn Thị Ngọc Hải là tác giả quan trọng hàng đầu về Phạm Xuân Ẩn. Cuốn sách của bà là chỉ dẫn quan trọng cho tất cả chúng tôi, những người theo bước chân bà viết về ông. | ” |

## Câu nói
| “ | Sự thật lớn nhất không phải viết sử, mà là chân dung sống động của họ trong các biến cố. Tôi chuyên tâm viết chân dung con người thôi; để bạn đọc được trực tiếp nói chuyện và nghe họ kể. Những thứ mà khi họ mất đi, chả bảo tàng nào giữ được. | ” |